# Скворцовский сельский совет
 Скворцовский сельский совет (укр. Скворцівська сільська рада, крымскотат. Eski Lez köy şurası) — административно-территориальная единица, номинально расположенная в составе Симферопольского района АР Крым, Украины.
В начале 1920-х годов, когда по постановлению Крымревкома от 8 января 1921 года была упразднена волостная система, был образован Старо-Лезский сельсовет. Постановлением Президиума КрымЦИКа «Об образовании новой административной территориальной сети Крымской АССР» от 26 января 1935 года был создан Сакский район и совет был передан в его состав. Указом Президиума Верховного Совета РСФСР от 21 августа 1945 года после переименования его центра был образован Скворцовский сельсовет.
К 2014 году сельсовет состоял из 4 сёл:
- Скворцово
- Колодезное
- Межгорное
- Передовое

С 2014 года на месте сельсовета находится Скворцовское сельское поселение.